# Provatónas
Provatónas är en ort i Grekland.   Den ligger i prefekturen Nomós Évrou och regionen Östra Makedonien och Thrakien, i den nordöstra delen av landet, 400 km nordost om huvudstaden Aten. Provatónas ligger 27 meter över havet och antalet invånare är 766.
Terrängen runt Provatónas är platt åt sydost, men åt nordväst är den kuperad. Runt Provatónas är det ganska tätbefolkat, med 54 invånare per kvadratkilometer. Närmaste större samhälle är Féres, 16,5 km söder om Provatónas. Trakten runt Provatónas består till största delen av jordbruksmark.